# Rudka, Stara Vîjivka
Rudka (în ucraineană Рудка) este un sat în comuna Nova Vîjva din raionul Stara Vîjivka, regiunea Volînia, Ucraina.

## Demografie
Componența lingvistică a localității Rudka
     Ucraineană (99,46%)
     Alte limbi (0,54%)
Conform recensământului din 2001, majoritatea populației localității Rudka era vorbitoare de ucraineană (99,46%), existând în minoritate și vorbitori de alte limbi.